# 戈尔登 (科罗拉多州)
戈尔登（英語：Golden），是美国科罗拉多州杰斐逊县下属的一座城市，也是該郡的首府。建市于1871年1月2日，面积大约为10.019平方英里（25.949平方公里）。根据2010年美国人口普查，该市有人口18,867人。2011年估计该市有人口19,035人，相比2010年人口增长率为0.89%。同时，论人口该市是科罗拉多州第28大城市。